# ワル! (泣くのはおよし)
『ワル! (泣くのはおよし)』（わる なくのはおよし）は、1978年10月20日に発売された五十嵐夕紀の5枚目のシングル。

## 解説
作詞は松本隆、作曲・編曲は都倉俊一による。
デビュー曲『6年たったら』（1977年）から前作『えとらんぜ』（1978年）まで4作つづいた清純路線を一転した、いわゆる「ヤンキー・ミュージック」である。サブタイトルの付された楽曲は、当時のヒット曲、ピンク・レディー『ウォンテッド (指名手配)』（1977年）、郷ひろみ『バイブレーション (胸から胸へ)』（1978年3月）、沢田研二『LOVE (抱きしめたい)』（同年9月）等のスタイルを踏襲したものであるが、セールスは振るわなかった。
イントロ部では、マイクのコードで衣装のスカート部をたくし上げるというシーンがあった。なお衣装がスカートでない時も、この振りは使われた。

## 収録曲
- 両楽曲共に、作詞：松本隆／作曲：都倉俊一

1. ワル! (泣くのはおよし)（3分33秒）
編曲：都倉俊一
2. メイク・アップ（3分14秒）
編曲：田辺信一

## CD化音源
ワル! (泣くのはおよし)
- 『アイドルの歴史～CDベスト』（1985年3月30日／CA32-1118）
- 『SONGS〜都倉俊一ソングブック』（2008年12月10日／VICL-63148〜52）

ワル! (泣くのはおよし) / メイク・アップ
- 『五十嵐夕紀 ゴールデン☆ベスト』（2010年12月8日／TOCT-11266）